# 2679 Kittisvaara
2679 Kittisvaara eller 1939 TG är en asteroid i huvudbältet som upptäcktes den 7 oktober 1939 av den finske astronomen Yrjö Väisälä vid Storheikkilä observatorium. Den har fått sitt namn efter berget Kittisvaara.
Asteroiden har en diameter på ungefär 10 kilometer.